# Francisco Tatad
Francisco "Kit" Tatad (Gigmoto, 4 oktober 1939) is een voormalig Filipijns journalist en politicus. Tatad was van 1969 tot 1980 Minister van Informatie in het kabinet van Ferdinand Marcos. Van 1992 tot 2001 was lid van de Filipijnse Senaat en in 2001 deed hij als “running mate” van Miriam Defensor-Santiago mee aan de verkiezingen voor vicepresident.

## Biografie
Francisco Tatad werd geboren op 4 oktober 1939 in Gimoto in de Filipijnse provincie Catanduanes. Zijn ouders waren Apolinar Tatad en Gertrudes Sarmiento. Tatad studeerde aan de University of Santo Tomas en vervolgde daarna zijn opleiding aan het Center for Research Communications (tegenwoordig: University of Asia and the Pacific) waar hij economie studeerde. Na zijn studie werkte hij van 1959 tot 1963 als legislative assistent voor het Filipijns Congres. Aansluitend was hij van 1963 tot 1966 correspondent voor Agence France-Presse. Van 1966 tot 1969 was hij verslaggever en columnist voor de Manila Bulletin.
In 1969, werd Tatad in de tweede ambtstermijn van president Ferdinand Marcos, benoemd tot Minister van Informatie. Hij was, op dat moment, met zijn 29 jaar het jongste kabinetslid uit de geschiedenis van de Filipijnen. Als Minister van Informatie was hij verantwoordelijk voor persconferenties en de nieuwsuitzendingen van de door de Filipijnse staat gecontroleerde media, waaronder bijvoorbeeld de bekendmaking van het uitroepen van de staat van beleg op 21 september 1972. Bij de verkiezingen van 1978 werd hij namens Bicol Region met de meeste stemmen van de 12 gekozen afgevaardigden van die regio gekozen in de Batasang Pambansa (parlement). In 1980 nam Tatad ontslag als Minister. Hij zou nog tot 1984 lid blijven van het parlement.
Na de val van Marcos door de EDSA-revolutie pakte Tatad zijn werk als journalist weer op. Hij schreef artikelen voor diverse media, waaronder International Herald Tribune, de Asian Wall Street Journal, de Far Eastern Economic Review, Washington Quarterly, Business Day en Philippine Daily Globe. Van 1989 tot 1991 was hij hoofdredacteur en uitgever van Philippines Newsday, een publicatie die in beperkte oplage verscheen en veel gelezen werd door zakenmensen, politici en diplomaten.
Bij de verkiezingen van 1992 stelde Tatad zich kandidaat voor een zetel in de Filipijnse Senaat. Hij eindigde bij deze verkiezingen op de 22e plek, hetgeen voldoende was voor zetel in de Senaat met een termijn van drie jaar. Bij de verkiezingen van 1995 werd hij herkozen. Aan het einde van zijn tweede termijn deed hij als “running mate” van presidentskandidaat Miriam Defensor-Santiago een gooi naar het vicepresidentschap. Zowel Tatad als Defensor-Santiago slaagden er echter niet in om deze verkiezingen te winnen. Bij de verkiezingen van 2004 en die van 2010 probeerde hij om opnieuw in de Senaat gekozen te worden. Beide keren zonder succes.
Tatad trouwde met Fenny Cantero. Samen kregen ze drie dochters en twee zoons.